# Wolfgang Etschmann
Wolfgang Etschmann (* 17. Mai 1953 in Wien) ist ein österreichischer Offizier (Oberleutnant d.R.) und Militärhistoriker.

## Leben und Wirken
Etschmann studierte nach der AHS-Matura (1972) von 1973 bis 1979 Geschichte und Germanistik an der Universität Wien. 1979 wurde er mit der Dissertation Theorie, Praxis und Probleme der Demobilisierung 1915–1921 zum Dr. phil. promoviert. 1980 war er wissenschaftliche Hilfskraft am Archiv bzw. an der Bibliothek des Instituts für Zeitgeschichte der Universität Wien.
1981/82 war er Offizier auf Zeit beim österreichischen Bundesheer, verwendet u. a. als Kompaniekommandant im Landwehrstammregiment 21. Danach wurde er als Beamter übernommen: Von 1982 bis 1993 war er Referent für Neuere Militärgeschichte im militärwissenschaftlichen Institut/Heeresgeschichtliches Museum (HGM) in Wien. Zeitweise leitete er auch das Bezirksmuseum Währing im 18. Wiener Gemeindebezirk. Von 1994 bis 2010 war er Leiter der Militärgeschichtlichen Forschungsabteilung ebendort. Seit 2011 ist er Leiter des Instituts für Human- und Sozialwissenschaften/Referat Kriegstheorie an der Landesverteidigungsakademie in Wien. Etschmann trägt den Titel Hofrat.
1983 arbeitete er am Lehrbehelf „Militärgeschichte“ für die Theresianische Militärakademie (wo er selbst lehrt) in Wiener Neustadt mit. Er übernahm mit Manfried Rauchensteiner die Verantwortung für die Reihe Forschungen zur Militärgeschichte (Verlag Styria, 1991 ff.) und mit Christian Ségur-Cabanac für die Schriften zur Geschichte des Bundesheeres (Gra & Wis/HGM, 2003 ff.). Außerdem ist Etschmann wissenschaftlicher Mitarbeiter des Österreich-Lexikons und ständiger Mitarbeiter der Österreichischen Militärischen Zeitschrift.
Etschmann war u. a. Vizepräsident der Österreichischen Gesellschaft für Heereskunde.

## Auszeichnungen
- 1978: Ludwig-Jedlicka-Gedächtnispreis (für seine Dissertation)
- 1995: Goldenes Ehrenzeichen für Verdienste um die Republik Österreich
- 2013: Österreichisches Ehrenkreuz für Wissenschaft und Kunst I. Klasse

## Schriften (Auswahl)
- Die Kämpfe in Österreich im Juli 1934 (= Militärhistorische Schriftenreihe. H. 50). ÖBV, Bundesverlag, Wien 1984, ISBN 3-215-05562-7.
- Die Kämpfe um den Fernpass Ende April, Anfang Mai 1945 (= Militärhistorische Schriftenreihe. H. 53). Bundesverlag, Wien 1985, ISBN 3-215-05907-X.
- mit Hubert Speckner (Hrsg.): Zum Schutz der Republik Österreich… (PDF; 0,2 MB). [Beiträge zur Geschichte des Österreichischen Bundesheeres] (= Schriften zur Geschichte des Österreichischen Bundesheeres. Sonderband). Gra & Wis, Wien 2005, ISBN 3-902455-03-9.
- mit Tamara Scheer, Erwin A. Schmidl: An der Grenze. Der erste Einrückungstermin des Bundesheeres und der Einsatz während der Ungarnkrise 1956. Eine Publikation der Landesverteidigungsakademie Wien und des Heeresgeschichtlichen Museums, Vehling, Graz 2006, ISBN 978-3-85333-129-3.
- mit Christian Ségur-Cabanac (Hrsg.): 50 Jahre Auslandseinsätze des Österreichischen Bundesheeres (= Schriften zur Geschichte des Österreichischen Bundesheeres). Hrsg. vom Generalstab des Bundesministeriums für Landesverteidigung und Sport und dem Heeresgeschichtlichen Museum, Wien 2010, ISBN 978-3-9502653-1-6.